# Víctor Guadalupe Torres
Víctor Guadalupe Torres Chávez (Culiacán, Sinaloa, México, 27 de agosto de 1995) es un futbolista mexicano, juega como defensa y su actual equipo es el Deportivo Malacateco de la Liga Nacional de Fútbol de Guatemala.

## Trayectoria

### Inicios y Dorados de Sinaloa
Llegó a Dorados de Sinaloa en el año 2017 para jugar en la categoría de Segunda División. Su primer partido como profesional fue el 6 de febrero de 2018 en fase de grupos de la Copa MX ante el Monterrey, en el encuentro arrancó como titular y completó los noventa minutos.

### Club Tijuana
Para el Apertura 2019 se unió al Club Tijuana. Su debut con el equipo fue el 30 de julio de 2019 en Copa MX siendo titular y completando el encuentro ante el Querétaro.

### Dorados de Sinaloa (Segunda etapa)
El 20 de julio de 2020 se hace oficial su regreso a Dorados de Sinaloa.

### Cafetaleros de Chiapas
El 5 de agosto de 2021 se hace oficial su llegada a los Cafetaleros de Chiapas.

### Correcaminos de la UAT
Se convirtió en nuevo jugador de los Correcaminos de la UAT para el Apertura 2022. Su primer partido con el club fue el 26 de junio ante Venados FC arrancando como titular y completando todo el encuentro, al final su equipo terminaría ganando por marcador de 1-3.

### Deportivo Malacateco
En junio de 2024 se da a conocer su llegada al Deportivo Malacateco.

## Estadísticas
Actualizado el 31 de mayo de 2025.
| Dorados de Sinaloa · México      | 2.ª                 | 2018                | 6   | 1  | 2  | 0 | - | - | 8   | 1  |
| Dorados de Sinaloa · México      | 2.ª                 | 2018-19             | 14  | 0  | 9  | 0 | - | - | 23  | 0  |
| Dorados de Sinaloa · México      | 2.ª                 | 2020-21             | 28  | 1  | -  | - | - | - | 28  | 1  |
| Dorados de Sinaloa · México      | Total               | Total               | 48  | 2  | 11 | 0 | 0 | 0 | 59  | 2  |
| C. Tijuana · México              | 1.ª                 | 2019-20             | 0   | 0  | 5  | 0 | 0 | 0 | 5   | 0  |
| C. Tijuana · México              | Total               | Total               | 0   | 0  | 5  | 0 | 0 | 0 | 5   | 0  |
| Cafetaleros · México             | 3.ª                 | 2021-22             | 34  | 6  | -  | - | - | - | 34  | 6  |
| Cafetaleros · México             | Total               | Total               | 34  | 6  | 0  | 0 | 0 | 0 | 34  | 6  |
| Correcaminos · México            | 2.ª                 | 2022-23             | 21  | 3  | -  | - | - | - | 21  | 3  |
| Correcaminos · México            | 2.ª                 | 2023-24             | 25  | 0  | -  | - | - | - | 25  | 0  |
| Correcaminos · México            | Total               | Total               | 46  | 3  | 0  | 0 | 0 | 0 | 46  | 3  |
| Malacateco · Guatemala           | 1.ª                 | 2024-25             | 37  | 0  | -  | - | - | - | 37  | 0  |
| Malacateco · Guatemala           | Total               | Total               | 37  | 0  | 0  | 0 | 0 | 0 | 37  | 0  |
| Total en su carrera              | Total en su carrera | Total en su carrera | 165 | 11 | 16 | 0 | 0 | 0 | 181 | 11 |
| (1) Incluye datos de la Copa MX. |                     |                     |     |    |    |   |   |   |     |    |